# Plátano y Cacao 2.ª Sección (La Isla)
Plátano y Cacao 2.ª Sección (La Isla) es una localidad del municipio de Centro ubicado en la subregión centro del estado mexicano de Tabasco.

## Geografía
La localidad de Plátano y Cacao 2.ª Sección (La Isla) se sitúa en las coordenadas geográficas 17°58′22″N 93°08′12″O / 17.972778, -93.136667, a una elevación de 11 metro sobre el nivel del mar.

## Demografía
Según el Conteo de Población y Vivienda 2020, efectuado por el Instituto Nacional de Estadística y Geografía, la localidad de Plátano y Cacao 2.ª Sección (La Isla) tiene 2,275 habitantes, de los cuales 1,080 son del sexo masculino y 1,191 del sexo femenino. Su tasa de fecundidad es de 2.21 hijos por mujer y tiene 660 viviendas particulares habitadas.
| Gráfica de evolución demográfica de Plátano y Cacao 2.ª Sección (La Isla) entre 1970 y 2020 |
|                                                                                             |
| INEGI.                                                                                      |